# Arumuganeri
Arumuganeri è una suddivisione dell'India, classificata come town panchayat, di 24.801 abitanti, situata nel distretto di Thoothukudi, nello stato federato del Tamil Nadu. In base al numero di abitanti la città rientra nella classe III (da 20.000 a 49.999 persone).

## Geografia fisica
La città è situata a 08° 33' 28 N e 78° 06' 02 E.

## Società

### Evoluzione demografica
Al censimento del 2001 la popolazione di Arumuganeri assommava a 24.801 persone, delle quali 11.756 maschi e 13.045 femmine. I bambini di età inferiore o uguale ai sei anni assommavano a 2.800, dei quali 1.460 maschi e 1.340 femmine. Infine, coloro che erano in grado di saper almeno leggere e scrivere erano 19.296, dei quali 9.471 maschi e 9.825 femmine.